# Sero Khanzadyan
Sero Khanzadyan, en arménien : Սերո Խանզադյան, né le 20 novembre 1915 à Goris et mort le 26 juin 1998 à Erevan, est un écrivain arménien.
Il est inhumé au Panthéon Komitas.